# 川島町 (横浜市保土ケ谷区)
川島町（かわしまちょう）は、神奈川県横浜市保土ケ谷区の町名。「丁目」の設定がない単独町名である。住居表示未実施。

## 地理
横浜市保土ケ谷区北西部に位置し、面積は1.531km²。北東側を帷子川が流れる。横浜市唯一の渓谷と呼ばれる陣ケ下渓谷がある。

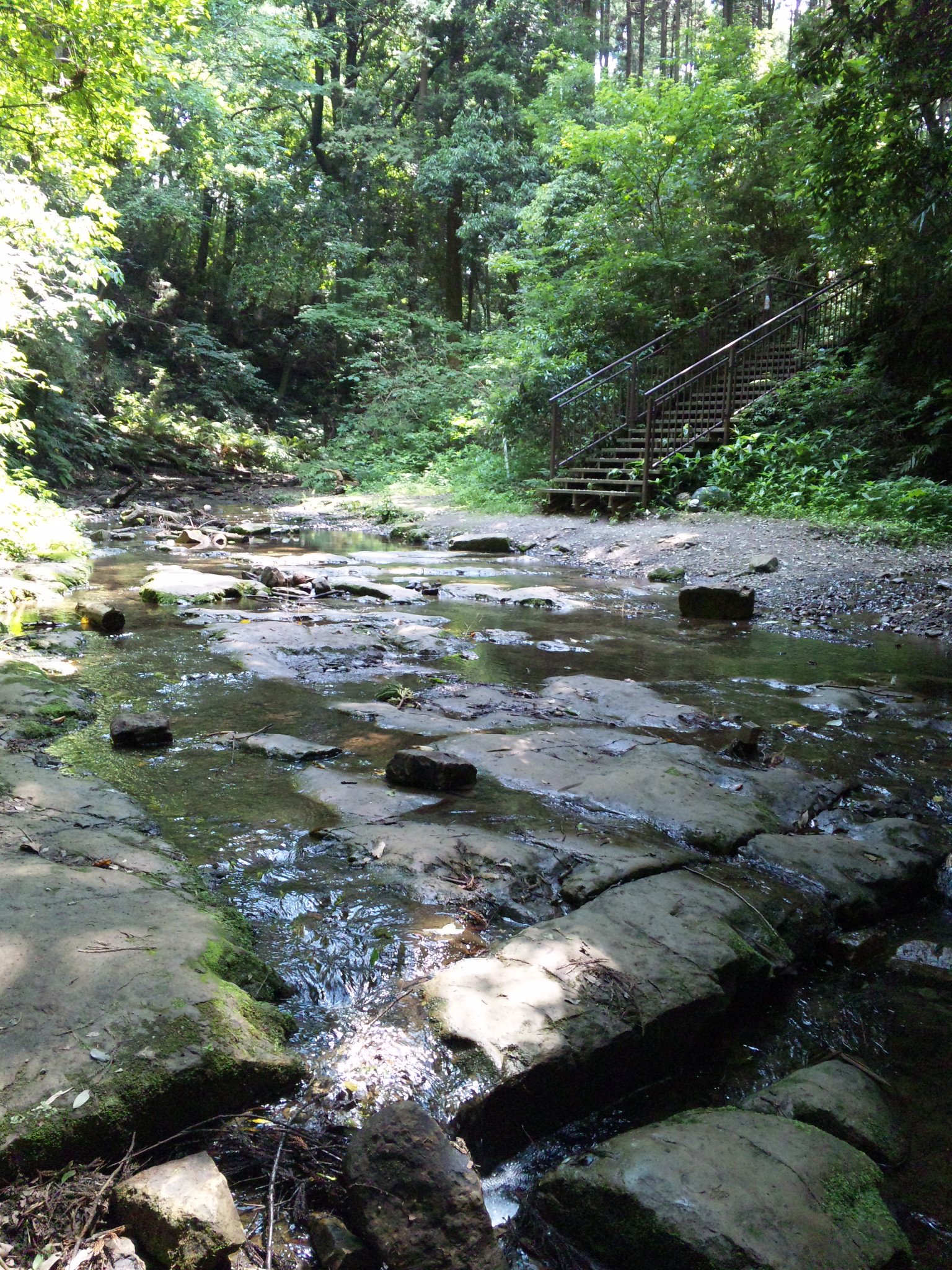
陣ケ下渓谷

### 字名
- 向台（むかいだい）
- 南原（みなみはら）
- 北原（きたはら）
- 西原（にしはら）[2]

### 地価
住宅地の地価は、2025年（令和7年）1月1日の公示地価によれば、川島町字向台517番14の地点で16万6000円/m²となっている。

## 歴史

### 町名の由来
『小田原衆所領役帳』に「川島」の記録があり、地名研究によると「シマ」は「田のあるところ、川沿いの耕地」。

### 沿革
- かつての都筑郡川島村[5]。
- 1889年（明治22年）4月1日 - 町村制の施行により、上星川村と合併し西谷村大字川島となる[5]。
- 1927年（昭和2年）
  - 4月1日 - 西谷村の全域が横浜市に編入する[5]。
  - 10月1日 - 横浜市の区制施行に伴い、保土ケ谷区に編入。保土ケ谷区川島町となる[7]。
- 1959年（昭和34年）
  - 1月1日 - 三反田町との境界を変更する[8]。
  - 4月1日 - 三反田町の一部を編入する。一部を今宿町に編入する[8]。
- 1960年（昭和35年）4月1日 - 一部を西谷町に編入する[8]。
- 1962年（昭和37年）11月1日 - 二俣川町の一部を編入する[9]。
- 1968年（昭和43年）
  - 3月1日 - 一部を鶴ケ峰一丁目、鶴ケ峰二丁目、白根町に編入する[10]。
  - 12月1日 - 川島町の一部から東川島町を新設する[10]。
- 1969年（昭和44年）10月1日 - 行政区の再編成に伴い一部を上星川町、旭区左近山、鶴ケ峰一丁目、西川島町に編入、川島町は保土ケ谷区と旭区川島町に分かれる[11]。
- 1971年（昭和46年）9月1日 - 旭区西川島町の一部を編入する[12]。
- 2001年（平成13年）10月22日 - 住居表示の実施に伴い、一部を上星川三丁目に編入する[13]。

## 世帯数と人口
2025年（令和7年）6月30日現在（横浜市発表）の世帯数と人口は以下の通りである。
| 町丁   | 世帯数    | 人口    |
| ------ | --------- | ------- |
| 川島町 | 4,852世帯 | 8,989人 |

### 人口の変遷
国勢調査による人口の推移。
| 年                 | 人口   |
| ------------------ | ------ |
| 1995年（平成7年）  | 11,490 |
| 2000年（平成12年） | 10,897 |
| 2005年（平成17年） | 10,289 |
| 2010年（平成22年） | 9,913  |
| 2015年（平成27年） | 9,430  |
| 2020年（令和2年）  | 9,169  |

### 世帯数の変遷
国勢調査による世帯数の推移。
| 年                 | 世帯数 |
| ------------------ | ------ |
| 1995年（平成7年）  | 3,885  |
| 2000年（平成12年） | 3,938  |
| 2005年（平成17年） | 4,120  |
| 2010年（平成22年） | 4,211  |
| 2015年（平成27年） | 4,242  |
| 2020年（令和2年）  | 4,380  |

## 学区
市立小・中学校に通う場合、学区は以下の通りとなる（2024年11月時点）。
| 番・番地等 | 小学校             | 中学校                 |
| --- | ------------------ | ---------------------- |
| 446〜449番地、467番地 506番地、511〜600番地 620番地、627〜629番地 765番地、766番地                                        | 横浜市立坂本小学校 | 横浜市立保土ケ谷中学校 |
| 351〜445番地、450〜466番地 468〜505番地、507〜510番地 601〜619番地、621〜626番地 630〜764番、767〜1140番地 1142〜1573番地 | 横浜市立川島小学校 | 横浜市立西谷中学校     |

## 事業所
2021年（令和3年）現在の経済センサス調査による事業所数と従業員数は以下の通りである。
| 町丁   | 事業所数 | 従業員数 |
| ------ | -------- | -------- |
| 川島町 | 95事業所 | 1,034人  |

### 事業者数の変遷
経済センサスによる事業所数の推移。
| 年                 | 事業者数 |
| ------------------ | -------- |
| 2016年（平成28年） | 86       |
| 2021年（令和3年）  | 95       |

### 従業員数の変遷
経済センサスによる従業員数の推移。
| 年                 | 従業員数 |
| ------------------ | -------- |
| 2016年（平成28年） | 628      |
| 2021年（令和3年）  | 1,034    |

## 交通

### 道路
- 環状2号線

## 施設
- 横浜水道記念館
- 西谷浄水場
- 横浜FC LEOCトレーニングセンター
- 神奈川県立保土ケ谷高等学校
- 横浜市立西谷中学校
- 横浜市立川島小学校
- 川島杉山神社

## その他

### 日本郵便
- 郵便番号 : 240-0045[3]（集配局：保土ヶ谷郵便局[23]）

### 警察
町内の警察の管轄区域は以下の通りである。
| 番・番地等    | 警察署         | 交番・駐在所 |
| ------------- | -------------- | ------------ |
| 351～910番地  | 保土ケ谷警察署 | 両郡橋交番   |
| 911～1574番地 | 保土ケ谷警察署 | 川島町駐在所 |